# Semnan (tỉnh)
Tỉnh Semnan (tiếng Ba Tư: استان سمنان, Ostān-e Semnan) là một trong 31 tỉnh của Iran. Tỉnh nằm ở phía bắc của đất nước, và trung tâm của tỉnh là Semnan. Tỉnh Semnan bao gồm diện tích 96.816 km vuông và trải dài dọc theo dãy núi Alborz và biên giới sa mạc Kavir Dasht-e ở khu vực phía Nam.
Các huyện của tỉnh Semnan gồm Damghan, Shahrood, Mehdishahr (Sangsar) và Garmsar. Năm 1996, toàn tỉnh có dân số khoảng 501.000 người, và vào năm 2005 thành phố Semnan (tỉnh lỵ) đã có mức dân số 119.778 người, và thành phố Shahroud, là thành phố lớn nhất của tỉnh này, đã có mức dân số 231.831 người.
Tỉnh được chia thành hai phần: một khu vực miền núi và vùng đồng bằng ở chân núi. Vùng núi là nơi hoạt động giải trí cũng như là một nguồn khoáng sản, trong khi sau này bao gồm một số thành phố cổ của Iran là một trong những thủ đô của đế chế Parthia được đặt ở đây. Trong Semnan người có ngôn ngữ địa phương với các từ đặc biệt.
Những tỉnh giáp giới gồm bắc tỉnh Golestan, Mazandaran, phía tây tỉnh Tehran, tỉnh Qom, ở Isfahan Nam và đông của tỉnh Khorasan-e Razavi.